# 卡瓦格內湖
46°27′17″N 8°30′4″E / 46.45472°N 8.50111°E

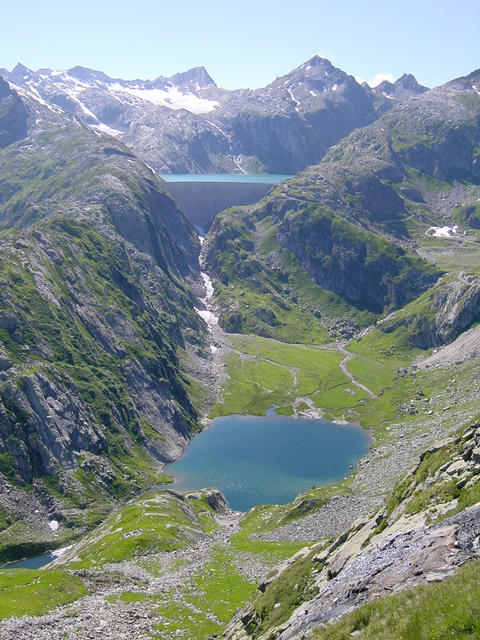

卡瓦格內湖（Lago dei Cavagnöö），是瑞士的湖泊，位於該國南部，由提契諾州負責管轄，長0.9公里，面積0.5平方公里，海拔高度2,310米，最大水深100米，水體容量2,900萬立方米。